# Tobias Besenböck
Tobias Besenböck (* 2. April 2002) ist ein deutscher Volleyballspieler.

## Karriere
Tobias Besenböck ist der Sohn des Nationalspielers Wolfgang Besenböck. Er begann seine eigene Karriere in der Jugend beim ASV Dachau. In der Saison 2020/21 spielte er mit dem TSV Mühldorf in der zweiten Liga Süd. Dort war der Diagonalangreifer 2022/23 auch mit Dachau aktiv. Am Ende der Saison gelang dem Verein der Aufstieg in die erste Liga. In der Saison 2023/24 unterlagen die Dachauer im DVV-Pokal-Achtelfinale und verpassten als Tabellenneunter der Bundesliga-Hauptrunde die Playoffs.